# Trezzo sull'Adda
Trezzo sull'Adda (Trez in dialetto, con pronuncia AFI [ˈtrɛts] in dialetto brianzolo e in dialetto milanese, o [ˈtrɛs] in dialetto bergamasco e in dialetto della Martesana) e semplicemente Trezzo fino al 1862, è un comune italiano di 12 297 abitanti situato a est della città metropolitana di Milano in Lombardia.
Pur appartenendo all'Arcidiocesi di Milano, Trezzo non ha conservato il rito ambrosiano, tranne che per una manifestazione peculiare del Carnevale, "Il povero Piero".
Presso Concesa, frazione di Trezzo, l'acqua dell'Adda dà vita al Naviglio della Martesana.

## Origini del nome
L'origine del nome non è nota, anche se esistono diverse teorie al riguardo. Il nome è probabilmente dovuto alla posizione strategica occupata dal nucleo antico del comune, su uno sperone roccioso che costringe il fiume Adda a formare un'ansa. Il ritrovamento di reperti di età longobarda, localizzati sull'altipiano ad ovest della città, ha consolidato quest'ipotesi.

## Storia

### Simboli
Lo stemma comunale è stato riconosciuto con decreto del capo del governo del 10 settembre 1929.
La cinta merlata ricorda il castello di Trezzo, uno dei più muniti della Lombardia, e risulta riprodotto anche nello stemma dell'antica famiglia lombarda dei de Tretio, presente a pagina 349 dello Stemmario Trivulziano. La figura del cane derivata dallo stemma della nobile famiglia milanese dei Cavenaghi, titolari del feudo di Trezzo, a partire dal 1647.
Per adeguarsi al nuovo titolo di città concesso l'8 luglio 2008 lo stemma del comune è stato rinnovato con Delibera di Giunta n. 129 del 10 settembre 2008.
Il gonfalone, concesso con DPR del 4 maggio 1983, è un drappo partito di bianco e di rosso.

### Onorificenze
Il Presidente della Repubblica con Decreto dell'8 luglio 2008 ha concesso al comune di Trezzo sull'Adda il titolo di città. Le motivazioni sono collegate alle emergenze storico-artistiche della località, oltre alla presenza di numerosi servizi sovra-comunali.

## Monumenti e luoghi di interesse

### Architetture civili

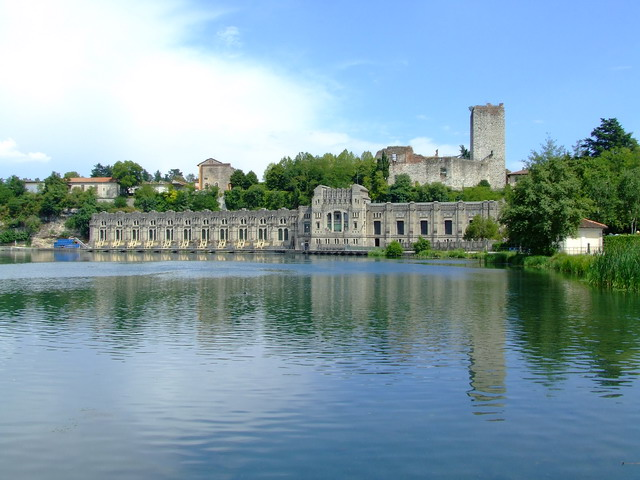
La Centrale Taccani sulla riva dell'Adda e il Castello Visconteo

#### Il Castello Visconteo
Conteso fra Federico Barbarossa e la città di Milano e in seguito fra i Visconti e i Torriani. Fu più volte distrutto o incendiato ma sempre ricostruito.
I resti attuali sono quelli della costruzione del 1370 di Bernabò Visconti di cui fu residenza e prigione fino alla morte ad opera del nipote Gian Galeazzo Visconti. Il ponte del castello che attraversava l'Adda era a campata unica di 72 metri, alto 25 metri sul pelo dell'acqua, fortificato e costruito su tre livelli per consentire il passaggio separato di carri e pedoni, per i tempi era un'opera di ingegneria notevole rendendolo il ponte più lungo del mondo ad una singola arcata pre-rivoluzione industriale.

#### La Centrale Taccani
La centrale idroelettrica Alessandro Taccani è una centrale idroelettrica costruita nel 1906 sulla sponda dell'Adda nei pressi del castello, sfruttando un salto di circa 9 metri nel letto del fiume. 
La centrale è costruita in pietra locale e in stile vagamente liberty, seguendo le direttive dell'ideatore Cristoforo Benigno Crespi, ossia che l'impianto fosse ben inserito da un punto di vista ambientale e non contrastasse con i resti del Castello Visconteo.

### Architetture religiose

#### La pieve prepositurale
A Trezzo sorge la chiesa dei Santi Gervasio e Protasio, risalente al XIV secolo. Fa parte del decanato di Trezzo, facente parte dell'arcidiocesi di Milano.

#### Resti del monastero di San Benedetto in Portesana
Una cascina situata fuori dall'abitato conserva ciò che resta del monastero cluniacense di San Benedetto in Portesana, eretto nell'anno 1088 da Alberto da Prezzate. Dell'antico monastero rimangono solamente due sale del convento, un'abside e un altorilievo raffigurante figure animali.

#### Santuario di Concesa
La frazione di Concesa ospita il santuario della Divina Maternità, all'interno del quale si trova il quattrocentesco dipinto detto della Madonna del barcaiolo.

## Società

### Evoluzione demografica
- 1 871 dopo l'annessione di Concesa del 1869

Abitanti censiti

## Cultura

### Musei
- Ecomuseo Adda di Leonardo da Vinci
- Quadreria Crivelli

### Trezzo eI promessi sposi
i tocchi d'un orologio: m'immagino che dovesse essere quello di Trezzo [...]»
(Alessandro Manzoni, I promessi sposi, Cap. XVII)
Trezzo viene menzionato in diversi testi della letteratura italiana, primo tra tutti nel celeberrimo romanzo di Alessandro Manzoni, I promessi sposi; in una targa di marmo, affissa al campanile della chiesa parrocchiale (dedicata ai santi Gervaso e Protaso), viene riportato l'estratto sopracitato.
Trezzo ha guadagnato l'attenzione di diversi uomini di cultura grazie al suo contesto ambientale e storico.

### Feste, festival e ricorrenze
- La Sagra cittadina si svolge in ottobre ed ha il suo culmine la prima domenica del mese.
- Nella frazione Concesa si svolge nella seconda domenica di settembre la festa patronale denominata "FestAssunta".
- Sempre nella frazione Concesa, presso il santuario della Madonna di Concesa, il 15 ottobre si svolge la festa di santa Teresa
- Il Carnevale del povero Piero si svolge il sabato del Carnevale ambrosiano; un fantoccio di paglia, il Piero, viene bruciato al termine di una sfilata di carri per festeggiare la fine della stagione invernale; è una ricorrenza molto sentita con un programma che cambia di anno in anno.

## Ambiente
A Trezzo sull'Adda è presente un termovalorizzatore, entrato in funzione nel 2003. Sulla sua possibile dismissione, prevista per il 2023, sono in corso valutazioni di ordine politico.

## Amministrazione
| Periodo | Periodo | Primo cittadino           | Partito                            | Carica  | Note   |
| ------- | ------- | ------------------------- | ---------------------------------- | ------- | ------ |
| 1987    | 1990    | Ferruccio Ratti           | Partito Socialista Italiano        | Sindaco |        |
| 1990    | 1992    | Gianfranco Pedrigi        | Partito Socialista Italiano        | Sindaco |        |
| 1993    | 1995    | Pasquale Villa            | Partito Democratico della Sinistra | Sindaco |        |
| 1995    | 1999    | Pasquale Villa            | lista civica                       | Sindaco |        |
| 1999    | 2004    | Roberto Milanesi          | lista civica                       | Sindaco |        |
| 2004    | 2009    | Roberto Milanesi          | lista civica                       | Sindaco |        |
| 2009    | 2014    | Danilo Villa              | PdL - Lega Nord                    | Sindaco |        |
| 2014    | 2019    | Danilo Villa              | lista civica Per il cambiamento    | Sindaco | [ 15 ] |
| 2019    | 2024    | Silvana Carmen Centurelli | lista civica Per il cambiamento    | Sindaco | [ 16 ] |

### Gemellaggi
- Cevo[senza fonte]

## Economia
Storicamente è stata sede di cave di pietra del tipo noto come Ceppo dell'Adda che ha avuto un larghissimo impiego in architettura, tra il XV secolo e la metà del XIX secolo, sia in ambito locale (tra cui gli argini del Naviglio della Martesana e del Naviglio di Paderno) che a Milano.

## Infrastrutture e trasporti
Trezzo è servita da alcune autolinee suburbane; fra il 1890 e il 1958 era inoltre presente una stazione della tranvia Monza-Trezzo-Bergamo dal 1953 limitata a tale località quale capolinea settentrionale.

## Sport
- La Tritium, squadra di calcio cittadina che ha raggiunto la Serie C1, ora in Eccellenza[18].
- L'Associazione Sportiva Dilettantistica Trezzo 2014, associazione sportiva di calcio, la cui prima squadra milita nella 2ª Categoria e di volley, con la prima squadra in 1ª Divisione.
- La Canottieri Tritium 1967, fondata da Padre Samuele Testa ha tuttora sede in via Alzaia e annovera atleti di alto calibro, come Giada Colombo.
- La A.S.D.G. Tritium 1979, società di ginnastica senza scopo di Lucro, affiliata alla Federazione Ginnastica d'Italia.
- il T.C.T. tennis club Trezzo, club di tennis